# Mary McAleese
Mary Patricia McAleese, geboren als Mary Patricia Leneghan (Belfast, Noord-Ierland, 27 juni 1951) was tussen 10 november 1997 en 10 november 2011 de achtste president van Ierland (Uachtarán na hÉireann).
Ze kreeg haar opleiding aan St. Dominic's High School, Queen's University Belfast, en het Trinity College Dublin. Ze is als juriste geregistreerd in zowel Noord-Ierland als in Ierland. In 1975 werd ze aangesteld als Reid Professor of Criminal Law, Criminology and Penology aan het Trinity College Dublin, waarin ze Mary Robinson opvolgde (een patroon dat zich meer dan 20 jaar later herhaalde). Destijds was ze ook als advocaat actief voor het uit het wetboek van strafrecht halen van homoseksualiteit. In 1979 ging ze bij de nationale televisie en radio omroep RTÉ werken als journalist en presentatrice. In 1981 keerde ze terug naar haar Reid Professorschap, maar bleef in deeltijd voor RTÉ werken in de vier jaar erna. Ze was ook een lid van de Episcopaldelegatie van de Rooms-Katholieke Kerk in het New Ireland Forum in 1984 en lid van de delegatie van de Rooms-Katholieke Kerk in de noordelijke commissie die over omstreden parades debatteerde in 1996.
In 1997 versloeg McAleese ex-Taoiseach (premier) Albert Reynolds in de verkiezing voor de Fianna Fáil kandidatuur voor het presidentschap. Op 11 november 1997 werd ze geïnstalleerd als de achtste president van Ierland. Dit was de eerste keer in de wereldgeschiedenis dat een vrouw een andere vrouw als president opvolgde.
In 2004 werd de ambtstermijn van McAleese automatisch met 7 jaar verlengd, omdat zich bij de verkiezingen geen tegenkandidaten hadden gemeld. In november 2011 werd ze opgevolgd door politicus, dichter en schrijver Michael D. Higgins.
Als Noord-Ierse komt ze vaak in Noord-Ierland, waar ze warm wordt verwelkomd door beide politieke groepen. Ze is ook bewonderaar van Koningin Elizabeth II van het Verenigd Koninkrijk, die ze leerde kennen toen ze Pro-Vice Chancellor van de Queens University in Belfast was. In februari 2004 heeft ze Prinses Anne in Dublin ontvangen tijdens een officieel bezoek.
In mei 2004 ontving ze, als president van het land dat het voorzitterschap van de Europese Unie had, samen met taoiseach Bertie Ahern de afgevaardigden van de landen van de Europese Unie om de nieuwe leden van de Unie te verwelkomen. De toetredende landen waren Cyprus, Tsjechië, Estland, Hongarije, Letland, Litouwen, Malta, Polen, Slowakije, Slovenië.
Zij is getrouwd met Martin McAleese.
- Bibsys: 12006166
- Gemeinsame Normdatei: 131350889
- International Standard Name Identifier: 0000 0000 7875 409X
- Library of Congress Control Number: no95054676
- Nationale Bibliotheek van Tsjechië: xx0060203
- Nationale bibliotheek van Australië: 56300879
- Nationale Bibliotheek van Israël: 987008914669505171
- Nationale Bibliotheek van Polen: a0000003747323
- Nederlandse Thesaurus van Auteursnamen: 287502627
- Réseau des bibliothèques de Suisse occidentale: 02-A028543206
- SNAC: w6224sm7
- Système universitaire de documentation: 074686976
- Virtual International Authority File: 85688870
- WorldCat: E39PBJyt4BrG999C3hctjf9hpP